# Erentepe (Bulaneque)
Erentepe ou Liz (Լիզ) é uma cidade (belde) no distrito de Bulaneque, da província de Muxe, na Turquia. Sua população é de 3 596 habitantes (2022).